# Şinasi Şahingiray
Şinasi Sahingiray (ur. 31 lipca 1905 zm. w 1983) – turecki lekkoatleta, olimpijczyk.
Uczestnik igrzysk olimpijskich w Amsterdamie (1928). W biegu na 100 metrów odpadł w eliminacjach. Sztafeta 4 × 100 metrów w składzie: Haydar Aşan, Mehmet Ali Aybar, Şinasi Şahingiray i Semih Türkdoğan, również odpadła w eliminacjach. 
Sahingiray był rekordzistą Turcji. W biegu na 200 metrów dzierżył ten tytuł w 1928 roku (24,2, osiągnięte w Konstantynopolu), zaś w sztafecie 4 × 100 metrów osiągał czterokrotnie rekord kraju (1926, 1928 i dwukrotnie w 1927 roku).
Rekordy życiowe: 100 m – 11,4 s (1926).